# مبتز

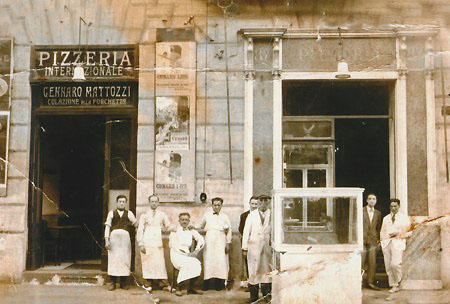
مبتز وموظفيه على طول شارع Via Depretis في نابولي نحو عام 1910.

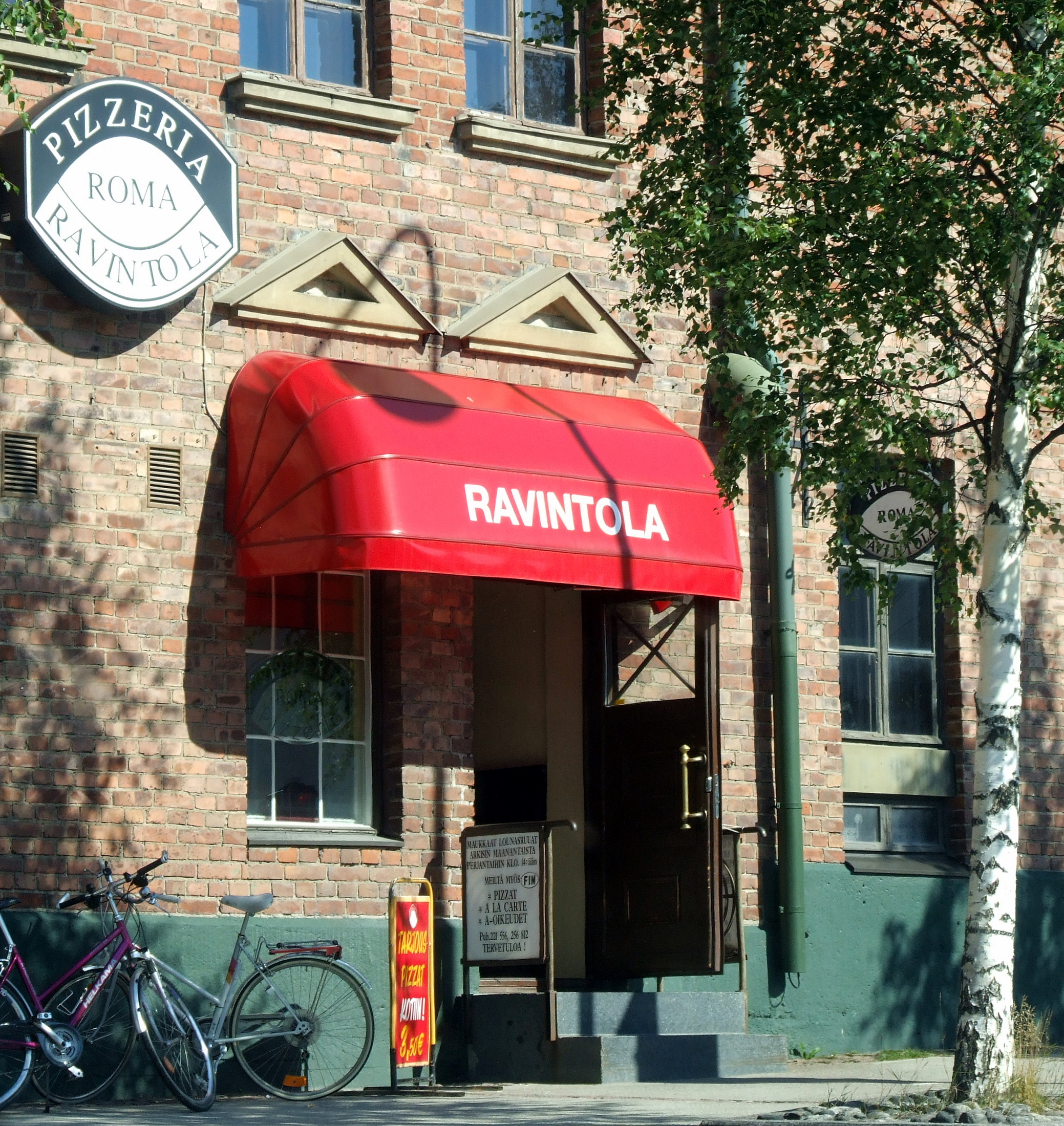
بتزة رومة في كيمي في فنلندا.

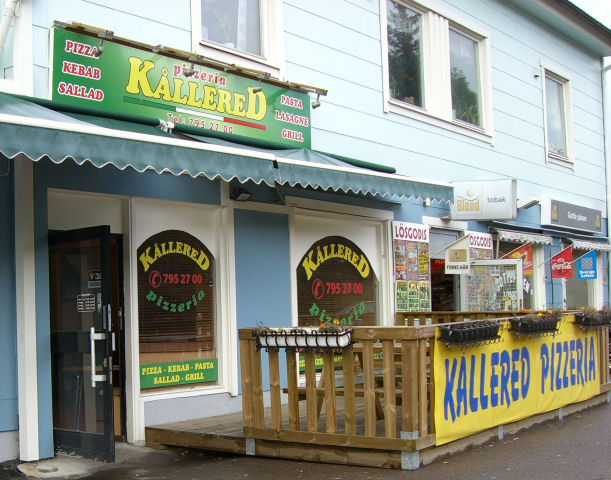

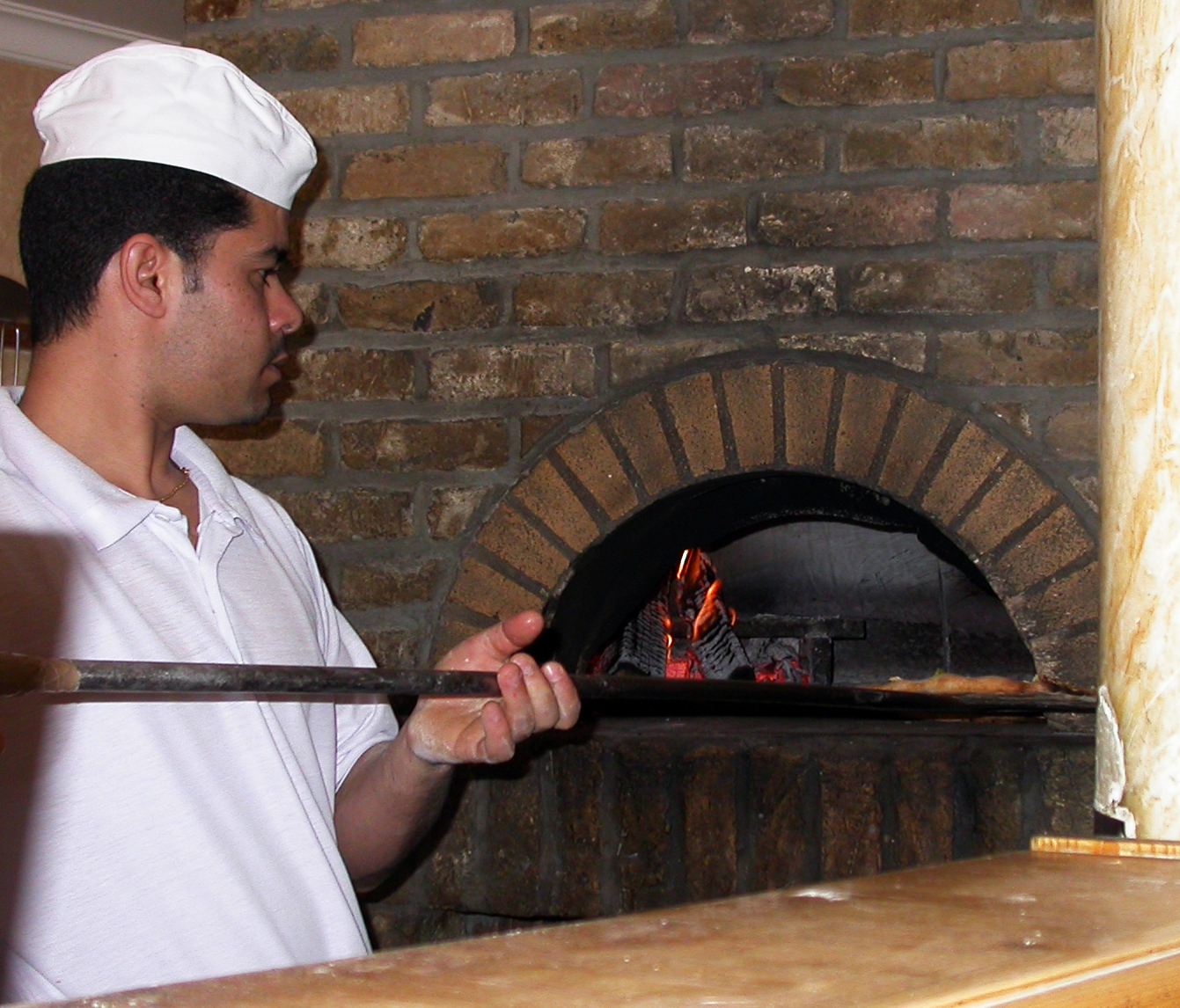
خباز بِتزة يخبز بِتزة في فرن

المَبتَز أو البِتْزَريَّة أو البِتزارية أو مطعم البِتْزَة هو مطعم تكون فيه البتزة الطبق الرئيس الذي يُقدم أو يُباع. يمكن أن تشمل الأطباق في المَبتَز الكباب والسلطات والمعكرونة.
تقدم العديد من مطاعم البتزة وجبات سريعة، حيث يطلب الزبون طعامه إما مقدمًا أو في المطعم ثم يأخذ الطعام الجاهز معه في صندوق البتزة لتناوله في مكان آخر. توصل بعض مطاعم البتزة الطعام إلى منزل الزبون، حيث ينقل الساعي الطعام المطلوب إلى باب الزبون أو إلى موقع آخر متفق عليه، بشرط أن يكون عنوان التسليم ضمن مسافة مناسبة من المبتز. يمكن نقل البتزة بالسيارة، ولكن في العديد من البلدان يوصلها سعاة البتزة بالدراجة أو الدراجة النارية. يمكن طلب الطعام في المطعم أو عبر الهاتف وفي الأوقات الحالية أيضًا عن طريق الإنترنت.

## التسمية
المَبتَز: اسم مكان على وزن مَفْعَل مثل مَخبز، يُشتق من البِتزة كما يُشتق اسم المَخبز من الخُبز. أما البِتْزَريَّة أو البِتزارية فهما تعريبٌ للاسم الإيطالي.